# Freya demarcata
Freya demarcata är en spindelart som beskrevs av Chamberlin, Ivie 1936. Freya demarcata ingår i släktet Freya och familjen hoppspindlar. Inga underarter finns listade i Catalogue of Life.